# Saija
Saija är en ort i Salla kommun i landskapet Lappland i Finland. Saija utgjorde en tätort (finska: taajama) vid folkräkningarna 1960 och 1970.

## Befolkningsutveckling
| Befolkningsutvecklingen i Saija 1960–1970 | Befolkningsutvecklingen i Saija 1960–1970 | Befolkningsutvecklingen i Saija 1960–1970 | Befolkningsutvecklingen i Saija 1960–1970 | Befolkningsutvecklingen i Saija 1960–1970 |
| ----------------------------------------- | ----------------------------------------- | ----------------------------------------- | ----------------------------------------- | ----------------------------------------- |
|                                           |                                           |                                           |                                           |                                           |
| År                                        |                                           |                                           | Folkmängd                                 | Landareal (km²)                           |
| 1960                                      | 1960                                      |                                           | 499                                       | 2,80                                      |
| 1970                                      | 1970                                      |                                           | 268                                       | 3,52                                      |
| Anm.: Ej tätort 1980.                     |                                           |                                           |                                           |                                           |